# Michaił Zacharczenko
Michaił Aleksiejewicz Zacharczenko (ros. Михаил Алексеевич Захарченко, ur. 1879, zm. 1953) – rosyjski lekarz neurolog, profesor na Uniwersytecie w Taszkencie od 1919 do 1939 roku. W 1904 roku ukończył studia na wydziale medycznym Uniwersytetu w Moskwie. Uczeń Rossolimo. Był ordynatorem w klinice Rota od 1904 do 1909, od 1915 do 1919 pracował w Moskiewskim Instytucie Traumatologii. Jako jeden z pierwszych przedstawił opis zespołu, znanego dziś jako zespół Wallenberga, a w Rosji jako zespół (Wallenberga-)Zacharczenki (ros. синдром Захарченко). Autor podręcznika neurologii (1930).

## Wybrane prace
- Курс нервных болезней. М.-Л., ГИЗ РСФСР, 1930